# Cavus
En astrogeologia, cavus (plural cavi, abr. CB) és una paraula llatina que significa «depressió» que la Unió Astronòmica Internacional (UAI) utilitza per indicar un tret superficial planetari format per depressions irregulars amb pendents considerables, d'origen geològic diferent al d'un cràter d'impacte. Aquestes formacions s'acostumen a trobar agrupades, tot i que també n'hi ha d'aïllades. Exemples són Ganges Cavus o Ophir Cavus (a Mart) o Kasyapa Cavus (Tritó).